# Yuma Takahashi
Yuma Takahashi (高橋 悠馬 Takahashi Yuma?, nacido el 25 de abril de 1990 en Chiba) es un exfutbolista japonés. Jugaba de centrocampista y su último club fue el Grulla Morioka de Japón.

## Trayectoria

### Clubes
| Club            | País  | Año         |
| --------------- | ----- | ----------- |
| SAI Ichihara    | Japón | 2010        |
| Sagawa Printing | Japón | 2011        |
| Grulla Morioka  | Japón | 2012 - 2016 |

## Estadística de carrera

### J. League
| Club           | Año   | J. League | J. League | Copa J. League | Copa J. League | Total | Total |
| Club           | Año   | Part.     | Goles     | Part.          | Goles          | Part. | Goles |
| -------------- | ----- | --------- | --------- | -------------- | -------------- | ----- | ----- |
| Grulla Morioka | 2014  | 9         | 1         | -              | -              | 9     | 1     |
| Grulla Morioka | 2015  | 15        | 5         | -              | -              | 15    | 5     |
| Grulla Morioka | 2016  | 6         | 1         | -              | -              | 6     | 1     |
| Total          | Total | 30        | 7         | 0              | 0              | 30    | 7     |